# Tiefenpsychologisch fundierte Psychotherapie
Die tiefenpsychologisch fundierte Psychotherapie (TP) ist eine Form der Psychotherapie und neben der Verhaltenstherapie, der analytischen Psychotherapie und der Systemischen Therapie eines jener Psychotherapieverfahren, die in Deutschland vom Gemeinsamen Bundesausschuss sozialrechtlich zur Abrechnungsfähigkeit bei den Krankenkassen anerkannt werden. Sie beruht auf den theoretischen Grundlagen der Psychoanalyse und ihren Weiterentwicklungen.

## Therapeutische Rahmenbedingungen
Therapeut und Patient sitzen sich in der Regel gegenüber. Eine Couch, wie Freud sie in seiner Psychoanalyse verwendet hat, kommt normalerweise nicht zum Einsatz. Die Dauer einer Therapie liegt in der Regel bei bis zu 100 Sitzungen, wobei in Einzelfällen von den Krankenkassen auch Verlängerungen genehmigt werden. Normalerweise finden die Therapiesitzungen ein- bis zweimal in der Woche statt, die individuelle Taktung richtet sich aber stets nach den Anforderungen des konkreten Falls. Tiefenpsychologisch fundierte Verfahren können auch als Gruppentherapie praktiziert werden.

## Grundannahmen
Die TP basiert auf tiefenpsychologischen Grundannahmen. Der Wortteil „Tiefe“ in Tiefenpsychologie verweist dabei sowohl auf die verborgene Tiefe des Unbewussten (unbewusste oder unverstandene Wünsche, Motive und Konflikte) als auch auf die „Tiefe der Zeit“, also die fortdauernden Einflüsse aus Kindheit und Jugend. Im Rahmen der TP geht man davon aus, dass in der Tiefe liegende, unbewusste psychische Vorgänge eine Wirkung auf die psychische Gesundheit des Menschen haben. Unbewusste Konflikte oder verdrängte Erfahrungen sind aus dieser Sichtweise heraus ein sinnvoller Ansatzpunkt, um psychische Störungen zu behandeln. Im Unterschied zur Verhaltenstherapie liegt der Schwerpunkt damit deutlich weniger auf der unmittelbaren Beeinflussung des Verhaltens des Patienten, sondern auf einer Klärung der zugrundeliegenden Ursachen, wodurch indirekt bzw. in der Folge eine Verringerung der Beschwerden eintreten soll.

## Methodische Einordnung
Die therapeutische Methodik der TP hat viele Ähnlichkeiten mit der Psychoanalyse, unterscheidet sich jedoch in der therapeutischen Haltung, der Behandlungsfrequenz, der Behandlungsdauer, dem Setting, und dem Umfang der Behandlungsziele. Es werden die gleichen theoretischen Grundkonzepte wie auch einige Techniken zur Behandlung (nämlich Klärung, Konfrontation und Deutung) verwendet. Die Deutung bezieht sich jedoch in erster Linie auf das Gegenwartsunbewusste und nicht wie in der analytischen Therapie auf das Vergangenheitsunbewusste.:66 ff.:10 Widerstand und Übertragung (zwei in der Psychoanalyse wichtige Aspekte) werden beachtet, stehen aber deutlich weniger im Fokus als in der analytischen Behandlung. Die Regression wird in der TP begrenzt, die freie Assoziation hat eine geringere Bedeutung als in der klassischen Psychoanalyse. Vom Therapeuten wird eine deutlich aktivere Haltung eingenommen. Wie in der Psychoanalyse beruht die Therapie hauptsächlich auf dem gesprochenen Wort. Darüber hinaus können in der TP im Rahmen einer psychoanalytischen Theorie auch erlebnisaktivierende Techniken wie Malen, Rollentausch (z. B. mit einer imaginierten Bezugsperson), Arbeit mit Symbolen, Elemente aus dem Focusing oder Awareness eingesetzt werden.
Konfliktbezogene Übertragungsmuster werden in den Außenbeziehungen des Patienten gesucht und dort im Hier-und-Jetzt der Realbeziehungen (z. B. zum Partner, dem Chef usw.) bearbeitet. Der Schwerpunkt der Therapie liegt auf durch aktuelle Lebensereignisse (Versuchungs- oder Versagungssituationen) ausgelösten, reaktualisierten unbewussten Konflikten, die aktuell zu Kompromissbildungen in Form krankheitswertiger Symptome führen. Die Bearbeitung solcher Konflikte, die aus der Vergangenheit, insbesondere aus der frühen Kindheit der Patienten stammen (Grundkonflikte), werden in der tiefenpsychologisch fundierten Therapie ansatzweise bearbeitet (jedoch nicht so stark wie in der klassischen Analyse, dies wäre mit Hilfe von Regression und Widerstands- und Übertragungsanalyse in einer analytischen Psychotherapie zu leisten). Die psychoanalytischen Konzepte des dynamischen Unbewussten, von Widerstand, Übertragung und Gegenübertragung werden von tiefenpsychologisch fundierten Behandlern therapeutisch beachtet, insbesondere die Gegenübertragung mit reflektiert. In der therapeutischen Praxis arbeiten Patient und Psychotherapeut zielorientiert entlang konkreter Probleme. Die Ziele und Themen werden miteinander besprochen, es besteht eine größere Transparenz hinsichtlich des Therapieprozesses, als dies bei der analytischen Psychotherapie der Fall ist.
Mit gegenüber der klassischen psychoanalytischen Technik veränderten Regeln (u. a. nur eine, maximal zwei Therapiesitzung pro Woche oder weniger, Behandlung im Sitzen statt im Liegen, geringere Höchstanzahl von Therapiestunden) strebt die TP in begrenzterer Zeit begrenztere Zielsetzungen (Symptomminderung statt Änderung der Persönlichkeit, begrenzte Einsicht in innere Konflikte) an. Der Fokus gegenüber einer psychoanalytischen Behandlung liegt eher im „Hier und Jetzt“ und nicht in der detaillierten Aufarbeitung der Lebens- und Problemgeschichte. In der TP wird im Vergleich zur analytischen Therapie die gleiche Tiefe erreicht, es wird jedoch nicht so sehr an der breiten Anwendung der erreichten Erkenntnisse in verschiedenen Lebensbereichen gearbeitet.

## Status im deutschen Gesundheitswesen
Die TP wurde in Deutschland Ende der 1960er Jahre in Zusammenarbeit mit den gesetzlichen Krankenkassen entwickelt und gehört neben der Verhaltenstherapie (VT) zu den am häufigsten auf Krankenkassenkosten durchgeführten Psychotherapieformen. Sie dient der Behandlung psychischer Störungen und wird vor allem durch approbierte Psychotherapeuten ausgeübt. Ihre Wirksamkeit ist für viele psychische Indikationen belegt. Im internationalen Sprachgebrauch ist für die TP der Begriff psychodynamische Psychotherapie gebräuchlich.:7 Da Behandlungen durch tiefenpsychologisch fundierte Psychotherapie in Deutschland bei Vorliegen einer psychischen Störung mit Krankheitswert durch die gesetzliche Krankenversicherung übernommen werden, ordnen sich heute auch mehrere Psychotherapierichtungen der TP zu, die ursprünglich nicht auf der Psychoanalyse beruhten. Neben dem analytischen Hintergrund gibt es z. B. auch Institute, die aus der humanistischen Richtung kommen und tiefenpsychologisch arbeiten. Die Belange der TP werden von verschiedenen Berufsorganisationen vertreten, u. a. von der Deutschen Fachgesellschaft für Tiefenpsychologisch fundierte Psychotherapie e. V. (DFT) (siehe Weblink und Liste Psychotherapeutischer Fach- und Berufsverbände).
Die tiefenpsychologisch fundierte Psychotherapie bildet gem. §16 der deutschen Psychotherapie-Richtlinie zusammen mit der analytischen Psychotherapie die Gruppe der psychoanalytisch begründeten Verfahren. Sowohl die Tiefenpsychologisch fundierte Psychotherapie als auch die Analytische Psychotherapie unterscheiden sich (teilweise erheblich) von der Psychoanalyse. Beide Verfahren sind nach Prüfung wissenschaftlich durch den entsprechenden Beirat anerkannt. Der wissenschaftliche Beirat Psychotherapie empfiehlt weiterhin, beide Verfahren zu einem einzigen Verfahren namens Psychodynamische Psychotherapie zusammenzufassen und somit auch die Ausbildung zu vereinheitlichen, womit eine alleinige Ausbildung und Ausübung der tiefenpsychologisch fundierten Psychotherapie nicht mehr möglich wäre (Standard wäre dann die derzeit sog. integrierte Ausbildung in analytischer und tiefenpsychologisch fundierter Psychotherapie).